# Renaissance (Marcus Miller)
Renaissance è un album di Marcus Miller pubblicato nel 2012.
Nell'album sono presenti otto nuove composizioni del bassista statunitense, e cinque brani classici tra cui: Tightrope brano di Janelle Monáe con al fianco Malcom John Rebennack conosciuto come Dr. John, Setembro di Ivan Lins con alla voce come ospiti Gretchen Parlato e Rubén Blades, I'll Be There dei Jackson 5.

## Tracce
1. "Detroit"
2. "Redemption"
3. "February"
4. "Slippin' Into Darkness"
5. "Setembro (Brazilian Wedding Song)"
6. "Jekyll & Hyde"
7. "Interlude Nocturnal Mist"
8. "Revelation"
9. "Mr. Clean"
10. "Goree (Go-ray)"
11. “Cee-Tee-Eye“
12. “Tightrope“
13. “I'll Be There“

## Musicisti
- Marcus Miller - Bass, Fretless Bass, Bass Clarinet, Acoustic Bass
- Louis Cato - Drums
- Kris Bowers - Piano, Fender Rhodes
- Adam Agati - Guitar
- Alex Han - Alto Sax
- Maurice Brown - Trumpet
- Federico Gonzales Pena - Fender Rhodes, Piano
- Adam Rogers - Guitar, Acoustic Guitar
- Sean Jones - Trumpet
- Gretchen Parlato - Vocals
- Rubén Blades - Vocals
- Ramon Yslas - Percussion
- Bobby Sparks - Organ
- Paul Jackson, Jr. - Guitar
- Dr. John - Vocals